# Sâmia Lima
Sâmia Lima (8 de junio de 2000) es una deportista brasileña que compite en bádminton. Ganó una medalla de bronce en los Juegos Panamericanos de 2019, en la prueba de dobles.

## Palmarés internacional
| Juegos Panamericanos | Juegos Panamericanos | Juegos Panamericanos | Juegos Panamericanos |
| Año                  | Lugar                | Medalla              | Prueba               |
| -------------------- | -------------------- | -------------------- | -------------------- |
| 2019                 | Lima (Perú)          | Medalla de bronce    | Dobles               |